# Hexacentrus japonicus
Hexacentrus japonicus är en insektsart som beskrevs av Heinrich Hugo Karny 1907. Hexacentrus japonicus ingår i släktet Hexacentrus och familjen vårtbitare.

## Underarter
Arten delas in i följande underarter:
- H. j. japonicus
- H. j. hareyamai